# Steigmühle (Wieseth)
Steigmühle ist ein Wohnplatz der Gemeinde Wieseth im Landkreis Ansbach (Mittelfranken, Bayern). Steigmühle liegt in der Gemarkung Wieseth.

## Geografie
Die Einöde bestehend aus einem Wohn- und vier Nebengebäuden liegt am linken Ufer der Wieseth. Unmittelbar 
nördlich des Ortes verläuft die Staatsstraße 2222, die nach Wieseth (Ortsmitte, 0,6 km nordwestlich) bzw. nach Forndorf führt (0,8 km östlich). Nördlich, jenseits der Staatsstraße, befindet sich Ackerland.

## Geschichte
Der Ort wurde 1444 als „Steckmühl“ erstmals urkundlich erwähnt. Der Müller war zu dieser Zeit sowohl den Herren von Thann als auch dem Kloster Heilsbronn gültpflichtig.
Steigmühle lag im Fraischbezirk des ansbachischen Oberamtes Feuchtwangen. Die Mahlmühle hatte das Kastenamt Gunzenhausen als Grundherrn.  Unter der preußischen Verwaltung (1792–1806) des Fürstentums Ansbach erhielt die Steigmühle bei der Vergabe der Hausnummern die Nr. 72 des Ortes Wieseth. Zu dem Anwesen gehörte 1,7 ha Ackerland. Von 1797 bis 1808 unterstand der Ort dem Justiz- und Kammeramt Feuchtwangen.
Mit dem Gemeindeedikt (frühes 19. Jahrhundert) wurde Steigmühle dem Steuerdistrikt und der Ruralgemeinde Wieseth zugeordnet. Nach 1885 wurde die Steigmühle nicht mehr als Ortsteil geführt.

### Ehemaliges Baudenkmal
- Steigmühle: Frühes 19. Jahrhundert. An der Straße nach Forndorf. Zweigeschossiger Putzbau von 4 zu 4 Achsen mit Schopfwalm. Über der Haustür hochovaler Stein mit Monogramm und Jahreszahl „1819“.[7]

### Einwohnerentwicklung
| Jahr      | 001818 | 001836 | 001840 | 001861 | 001871 | 001885 |
| Einwohner | 6      | 8      | 8      | *      | 9      | 8      |
| Häuser    | 1      | 1      | 1      |        |        | 1      |
| Quelle    | [ 9 ]  | [ 10 ] | [ 11 ] | [ 12 ] | [ 13 ] | [ 14 ] |

## Religion
Der Ort ist seit der Reformation evangelisch-lutherisch geprägt und nach St. Wenzeslaus (Wieseth) gepfarrt. Die Einwohner römisch-katholischer Konfession waren ursprünglich nach St. Laurentius (Großenried) gepfarrt, heute ist die Pfarrei Herz Jesu (Bechhofen) zuständig.

## Weblink
- Steigmühle in der Ortsdatenbank des bavarikon, abgerufen am 19. August 2021.